# Hunter (singel Björk)
Hunter (pol. Myśliwy) – utwór islandzkiej piosenkarki Björk, wydany jako trzeci singel z albumu Homogenic.
Utwór pojawił się na ścieżce dźwiękowej do filmu X-Files.

## Wideoklip
Naga i łysa Björk (faktycznie jej włosy były zasłonięte czepcem) pokazana jest od ramion w górę na białym tle. Podczas utworu wykonuje ruchy głową i ramionami, a przy pomocy efektów CGI, przemienia się w niedźwiedzia polarnego. Pod koniec klipu postać piosenkarki stopniowo znika w tle.
Teledysk wyreżyserował Paul White.

## Lista ścieżek

### UK CD1 / EU CD
1. "Hunter" (Radio edit) - 3:29
2. "All Is Full of Love" (In Love with Funkstörung) - 5:24
3. "Hunter" (µ-Ziq Remix) - 7:00

### UK CD2
1. "Hunter" - 4:12
2. "Hunter" (State of Bengal Remix) - 7:47
3. "Hunter" (Skothùs Mix) - 9:12

### UK CD3
1. "Hunter" (Mood Swing Remix) - 3:03
2. "So Broken" (DJ Krust Mix) - 8:13
3. "Hunter" (Live)

## Remiksy i inne wersje
- Mood Swing remix
- µ-ziq remix
- Edycja Radiowa
- Skothùs mix
- State of Bengal remix
- Wersja nagrana przez zespół 30 Seconds to Mars na album "A Beautiful Lie"

## Notowania
| Lista                | Najwyższa pozycja |
| -------------------- | ----------------- |
| UK Singles Chart     | 43                |
| French Singles Chart | 55                |